# Ябланіца (Караш-Северін)
Ябланіца (рум. Iablanița) — село у повіті Караш-Северін в Румунії. Адміністративний центр комуни Ябланіца.
Село розташоване на відстані 304 км на захід від Бухареста, 51 км на південний схід від Решиці, 123 км на південний схід від Тімішоари, 137 км на північний захід від Крайови.

## Населення
За даними перепису населення 2002 року у селі проживали 935 осіб.
Національний склад населення села:
| Національність | Кількість осіб | Відсоток |
| -------------- | -------------- | -------- |
| румуни         | 918            | 98,2%    |
| цигани         | 16             | 1,7%     |

Рідною мовою назвали:
| Мова      | Кількість осіб | Відсоток |
| --------- | -------------- | -------- |
| румунська | 924            | 98,8%    |
| циганська | 9              | 1,0%     |